# Luhove (Luhove), Lenine
Luhove (în ucraineană Лугове) este localitatea de reședință a comunei Luhove din raionul Lenine, Republica Autonomă Crimeea, Ucraina.

## Demografie
Componența lingvistică a localității Luhove
     Rusă (54,57%)
     Ucraineană (22,21%)
     Tătară crimeeană (17%)
     Greacă (2,83%)
     Alte limbi (0,36%)
Conform recensământului din 2001, majoritatea populației localității Luhove era vorbitoare de rusă (54,57%), existând în minoritate și vorbitori de ucraineană (22,21%), tătară crimeeană (17%) și greacă (2,83%).